# La Petite Lady

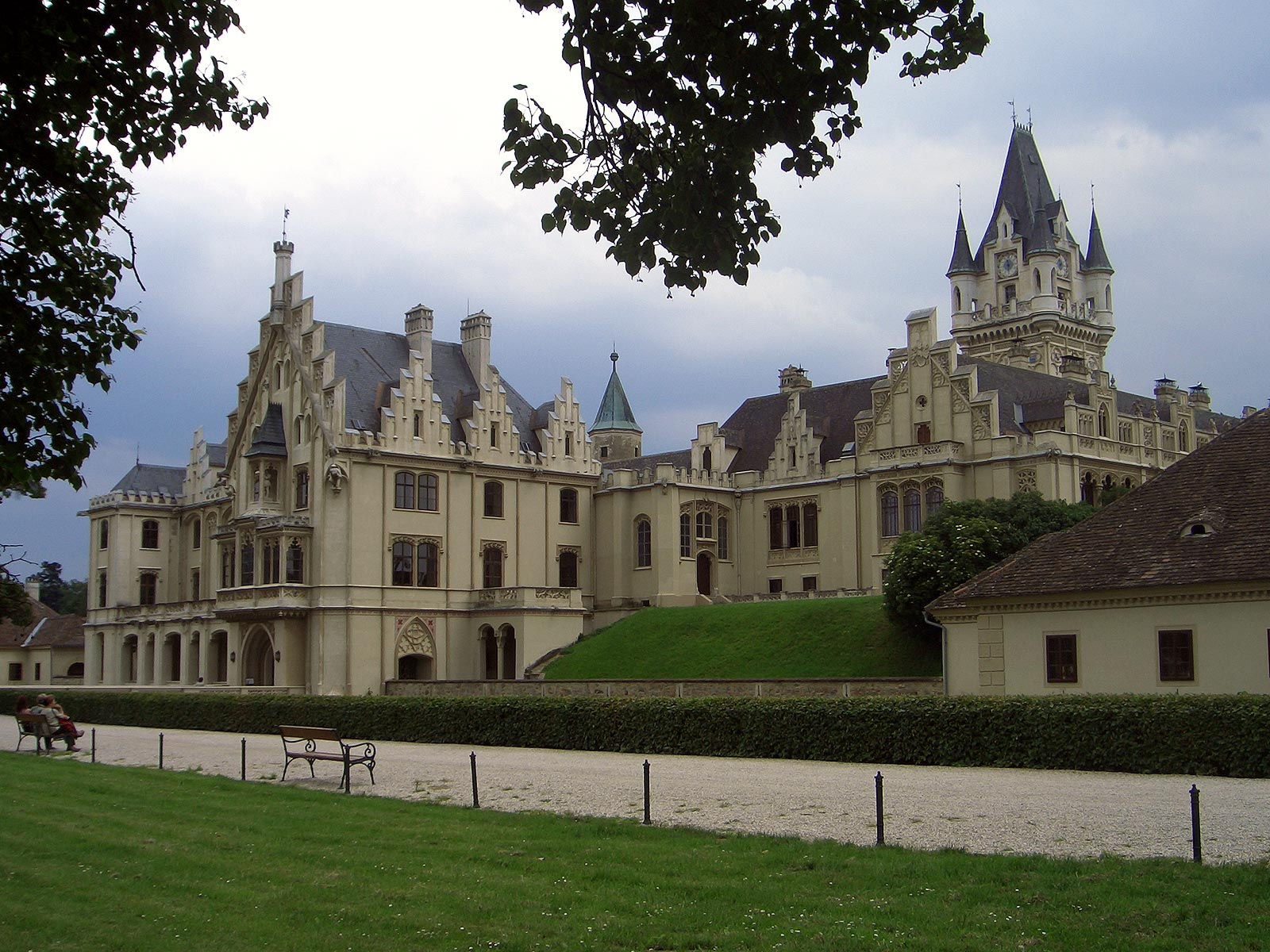
Le château de Grafenegg en Basse-Autriche, lieu de tournage principal.

La Petite Lady (Die kleine Lady) est un téléfilm autrichien, réalisé par Gernot Roll, diffusé en 2012.

## Synopsis
Emily, une fillette à l'esprit frondeur qui vit dans un quartier pauvre de New York, voit sa vie bouleversée lorsqu'elle apprend qu'elle est l'héritière d'une riche comtesse d'Autriche. 
Mais cette dernière sourit à peine à l'enfant en l'accueillant. Froide, amère et autoritaire, la noble dame suscite la crainte de ceux qui l'approchent. Pleine de joie, Emily ne sait trop que faire.

## Fiche technique
- Titre allemand : Die kleine Lady
- Réalisation : Gernot Roll
- Scénario : Tanya Fenmore, Lavina Dawson et Chris Boyle, d'après le roman de Frances Hodgson Burnett
- Photographie : Gernot Roll
- Musique : Lothar Scherpe
- Durée : 100 min

## Distribution
- Christiane Hörbiger : Gräfin
- Veronica Ferres (V. F. : Barbara Delsol) : Frau Hobbs
- Stefania Rocca (V. F. : Laurence Mongeaud) : Malvina Farelli
- Claudia Messner (V. F. : Marie-Christine Robert) : Molly
- Xaver Hutter (V. F. : Emmanuel Gradi) : Herr von Havenegg
- Philippa Schöne (V. F. : Clara Quilichini) : Emily
- Christiane Filangieri (V. F. : Natacha Muller) : Lucille Ernest
- Philipp Rusch : Stallbursche
- Simon Jung : Theo Gasser
- Paul Alhäuser : Pauly Schwartz
- Nino Böhlau : Alfred

Sources et légende : Version française selon le carton de doublage français.